# Richard Eden
Pour les articles homonymes, voir Eden.
Richard Eden (Herefordshire, 1521-Londres, 1576) est un historien, éditeur, traducteur et compilateur de récits de voyages anglais.

## Biographie
Fils d'un fripier, il étudie à Christ's College puis à Queens' College dont il est gradué en 1538 (BA) et 1544 (maîtrise). Il devient fonctionnaire (1544-1546) puis travaille ensuite pour Sir William Cecil (1552) et commence une recherche sur les récits de voyage dans le but d’intéresser l'opinion aux expéditions lointaines.
Il publie ainsi en 1553 A Treatyse of the Newe India, traduction d'une partie de la Cosmographia de Sebastian Münster et en 1555, The Decades of the Newe Worlde or West India de Pierre Martyr d'Anghiera et les Natural hystoria de las Indias de Gonzalo Fernández de Oviedo y Valdés sur les polémiques liées aux voyages de Magellan.
En 1561, il édite une traduction de l'Art de naviguer de Martín Cortés de Albacar, le premier traité de navigation connu en Angleterre.
Secrétaire de Jean de Ferrières (1562-1572), il voyage avec lui en France et en Allemagne.